# 分子内亲核取代反应
分子内亲核取代反应简称SNi，是一个具体但不经常遇到的亲核取代反应的反应机理。这个名称是由Cowdrey et al.在1937年提出来表述保持结构的亲核反应， 但这个名称很快被借用来表述各种具有类似反应机理的反应。